# Дел Мар (Калифорнија)
Дел Мар (енгл. Del Mar) град је у америчкој савезној држави Калифорнија. По попису становништва из 2010. у њему је живело 4.161 становника.

## Демографија
Према попису становништва из 2010. у граду је живело 4.161 становника, што је 228 (5,2%) становника мање него 2000. године.
| Група             | 2000.         | 2010.         |
| Белци             | 3.990 (90,9%) | 3.772 (90,7%) |
| Афроамериканци    | 11 (0,3%)     | 10 (0,2%)     |
| Азијати           | 126 (2,9%)    | 118 (2,8%)    |
| Хиспаноамериканци | 170 (3,9%)    | 175 (4,2%)    |
| Укупно            | 4.389         | 4.161         |